# Hugging Face
Hugging Face, Inc. — американська компанія, яка розробляє інструменти для створення програм за допомогою машинного навчання. Отримала відомість завдяки створенню бібліотеки Transformers для обробки природної мови і платформи, яка дозволяє користувачам обмінюватися моделями машинного навчання та наборами даних.

## Історія
Компанія заснована у 2016 році французькими підприємцями Клеманом Деланге, Жюльєном Шомоном і Томасом Вульфом, спочатку як компанія, яка розробила додаток для чат-ботів, орієнтований на підлітків. Відкривши модель чат-бота, компанія змінила фокус, щоб стати платформою для машинного навчання.
У березні 2021 року Hugging Face зібрав 40 мільйонів доларів у раунді фінансування серії B.
28 квітня 2021 року компанія запустила BigScience Research Workshop у співпраці з кількома іншими дослідницькими групами, щоб випустити відкриту велику мовну модель. У 2022 році воркшоп завершився анонсом BLOOM, багатомовної великої мовної моделі зі 176 мільярдами параметрів.
21 грудня 2021 року компанія оголосила про придбання Gradio, бібліотеки програмного забезпечення, яка використовується для створення інтерактивних демонстрацій моделей машинного навчання в браузері.
5 травня 2022 року компанія оголосила про раунд фінансування серії C за участі Coatue і Sequoia. Компанія отримала оцінку в 2 мільярди доларів.
13 травня 2022 року компанія представила свою програму Student Ambassador Program, яка втілює місію компанії — навчити машинному навчанню 5 мільйонів людей до 2023 року
26 травня 2022 року компанія оголосила про партнерство з Graphcore, щоб оптимізувати свою бібліотеку Transformers для Graphcore IPU.
3 серпня 2022 року компанія анонсувала Private Hub, корпоративну версію свого загальнодоступного Hugging Face Hub, яка підтримує як SaaS, так і локальне розгортання.
У лютому 2023 року компанія оголосила про партнерство з Amazon Web Services (AWS), яке дозволить використовувати продукти Hugging Face як будівельні блоки для створення своїх програм в AWS. Компанія також повідомила, що наступне покоління BLOOM працюватиме на Trainium, власному чіпі машинного навчання, створеному AWS.

## Послуги та технології

### Бібліотека трансформерів
Бібліотека Transformers — це пакет Python, який містить реалізації моделей трансформерів з відкритим вихідним кодом для текстових, графічних і звукових задач. Він сумісний з бібліотеками глибокого навчання PyTorch, TensorFlow і JAX та включає реалізації відомих моделей, таких як BERT і GPT. Бібліотека спочатку називалася «pytorch-pretrained-bert», яку потім перейменували на «pytorch-transformers» і, нарешті, на «transformers».

### Hugging Face Hub
Hugging Face Hub — це платформа, де користувачі можуть ділитися попередньо натренованими моделями, наборами даних і демонстраціями проектів машинного навчання. Hub містить функції, запозичені з GitHub, для спільного використання коду та співпраці, включаючи обговорення та запити на зміни коду. Платформа також включає Hugging Face Spaces, службу, яка дозволяє користувачам створювати вебверсії програм машинного навчання за допомогою Gradio або Streamlit.

### Інші бібліотеки
Окрім Transformers і Hugging Face Hub, екосистема Hugging Face містить бібліотеки для інших завдань, таких як обробка наборів даних, оцінка якості моделей, симуляція, створення демонстрацій моделей машинного навчання.